# Thal (Gemeinde Assling)
Thal ist eine Ortslage im Tiroler Pustertal. Sie bildet eine Katastralgemeinde, ihr Hauptort Thal-Aue eine Fraktion (Ortschaft) der Gemeinde Assling im Bezirk Lienz (Osttirol).

## Geographie
Thal befindet sich um die 9 Kilometer westlich von Lienz, unterhalb von Assling. Es liegt im Talgrund des Pustertals an der Drau auf um die 820 m ü. A. Höhe, zwischen östlichen Villgratner Bergen und westlichen Lienzer Dolomiten.
Die Ortslage umfasst im weiteren Sinne weitgehend den ganzen Talgrund der Gemeinde, das sind rund 200 Gebäude mit etwa 500 Einwohnern.
Das Dorf Thal-Aue, links der Drau gelegen, bildet eine eigenständige Ortschaft, und hat etwa 120 Gebäude mit rund 300 Einwohnern. Dazu gehört auch der Bahnhof Thal, der schon teilweise im Katastralgebiet von Schrottendorf liegt, und das Areal des Sägewerks auf der anderen Drauseite am Gamsbach.
Am Westende von Thal mündet der Thaler Bach in die Drau. Ab hier heißen die Häuser über gut 1½ Kilometer taleinwärts Wilfern. Diese Rotte bildet mit um die 50 Adressen ebenfalls eine eigene Ortschaft (Thal-Wilfern) und gehört zur Katastralgemeinde Unterassling.
Talauswärts, nach dem Bahnhof, liegt etwa einen Kilometer entfernt die Rotte Römerweg, diese Ortschaft Thal-Römerweg mit 30 Adressen gehört zum Schrottendorfer Katastralgebiet.
Zur Katastralgemeinde Thal gehört hingegen auch die Rotte Oberthal unweit thalerbachaufwärts, mit 35 Adressen und ebenfalls eigenständige Ortschaft. Außerdem gehören einige Häuser vom Unterdorf von Penzendorf zum Katastralgebiet.
Die drei Ortschaften von Thal und der Gutteil von Oberthal  bilden auch den Zählsprengel Assling-Talbereich, dazu gehören dann auch die zur Gemeinde gehörigen Teile von Mittewald taleinwärts hinter Wilfern. Dieser Talbereich der Gemeinde umfasst gut 300 Adressen mit an die 800 Einwohnern, das sind knapp die Hälfte der Einwohner von Assling.
Das Thaler Katastralgebiet erstreckt sich insgesamt mit 944,56 Hektar im Norden bis zur Einmündung des Romenurbachs in den Thalerbach oberhalb von Oberthal, und südseitig zwischen Gamsbach und Krummem Graben über Schwarzbodeneck (1746 m ü. A.) und Kaserkofel (1906 m ü. A.) bis an den Eggenkofel (2591 m ü. A.) im Lienzer-Dolomiten-Hauptkamm.
| Oberassling (KG) ∗ Oberthal                  | Penzendorf (O u. KG) ∗∗                     | Klausen (O) ∗∗                                   |
| Unterassling (KG) ∗ Wilfern (O Thal-Wilfern) | Kompassrose, die auf Nachbargemeinden zeigt | Schrottendorf (KG) ∗∗ Römerweg (O Thal-Römerweg) |
| Obertilliach (KG, Gem.) ∗                    | ∗∗∗                                         | Leisach (KG, Gem.) ∗∗                            |

Die Südseite des Tals (Schattseite) ist hier bis auf das Sägewerk unbesiedelt.
∗ St. Korbinian gehört noch zu Wilfern, der Ort Assling liegt oberhalb davon; die KG Unterassling zieht sich bis in den Südwesten.
∗∗ Klausen gehört zu den KG Penzendorf und Schrottendorf, die KG Dörfl grenzt dort nicht an; der Ort Schrottendorf selbst liegt nordöstlich oberhalb von Römerweg; die KG Penzendorf zieht sich bis an die Nordwestspitze von Thal, die KG Schrottendorf bis in den Südosten im Bereich des Daberegg.
∗∗∗ Am Eggenkofel in einem Punkt auch KG und Gem. Untertilliach.

## Geschichte und Infrastruktur
Zur Römerzeit befand sich im Pustertal eine wichtige Römerstraße, ein Ast der Via Julia Augusta (von Aquileia über die Alpen), der von Loncium (Irschen) über Aguntum (östlich Lienz) und Littamum (Innichen) und dann nach Veldidena (Wilten bei Innsbruck) führte. Sie stieg hier an, um die Lienzer Klause zu umgehen.
Thal ist als Ortslage erstmals 1545 mit 4 Urhöfen urkundlich genannt. Die heutige Ortschaft hat ihren Namen vom Gasthof Aue (Adresse Thal-Aue 1). Die heutigen drei Thaler Ortschaften Aue, Wilfern und Römerweg wurden erst 2001 eingerichtet.
Durch den Ort führt die Drautalstraße (B100).
Der Ort hat einen Bahnhof (Thal) der Drautalbahn. Er liegt talauswärts zwischen Aue und Römerweg. Er wurde 1871 errichtet, und steht unter Denkmalschutz.
Die Ortskapelle heißt St. Josef in der Aue, und ist ebenfalls denkmalgeschützt. Die Filialkirche St. Ulrich steht in Oberthal. Auf der Talterrasse unterhalb von Assling steht die Wallfahrtskirche St. Korbinian.
Ein weiteres Denkmal ist die kleine Volksschule Thal, sie wurde um 1950 errichtet und 2004 erweitert.
Beim Sägewerk jenseits der Drau liegt das Freizeitzentrum ViTHAL mit Schwimmbad, das 2002 ausgebaut wurde.
Das Sägewerk Theurl ist Osttirols größtes Sägewerk. In Aue befinden sich auch eine renommierte Marmeladenfabrik (Tiroler Früchteküche) und eine  Latschenölbrennerei. In Wilfern sind einige weitere größere Gewerbebetriebe und das Schotterwerk angesiedelt. In Römerweg liegt die Kläranlage des Unteren Pustertals. In Oberthal befindet sich das 1927 erbaute Elektrowerk Assling.

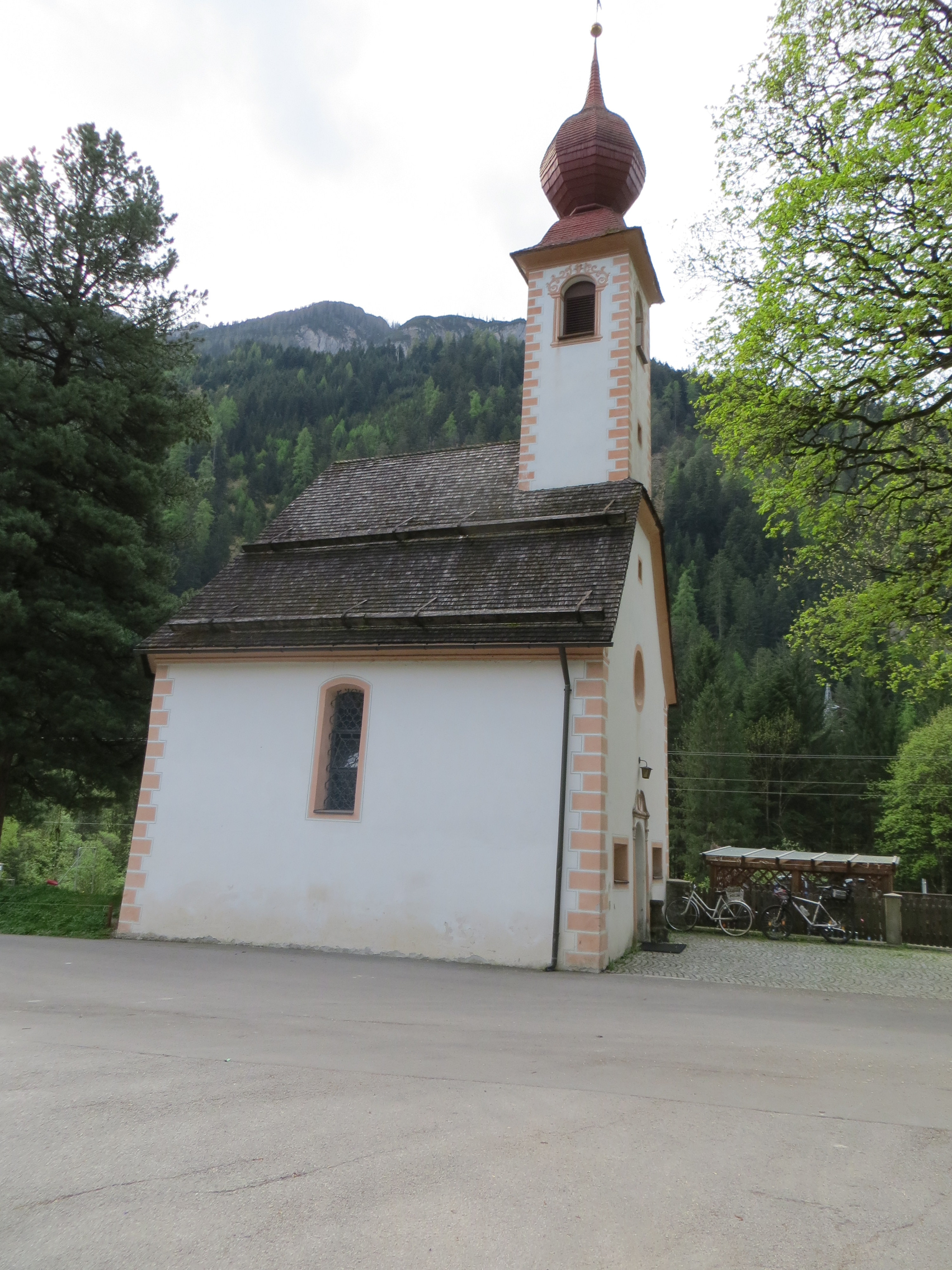
St. Josef in der Aue
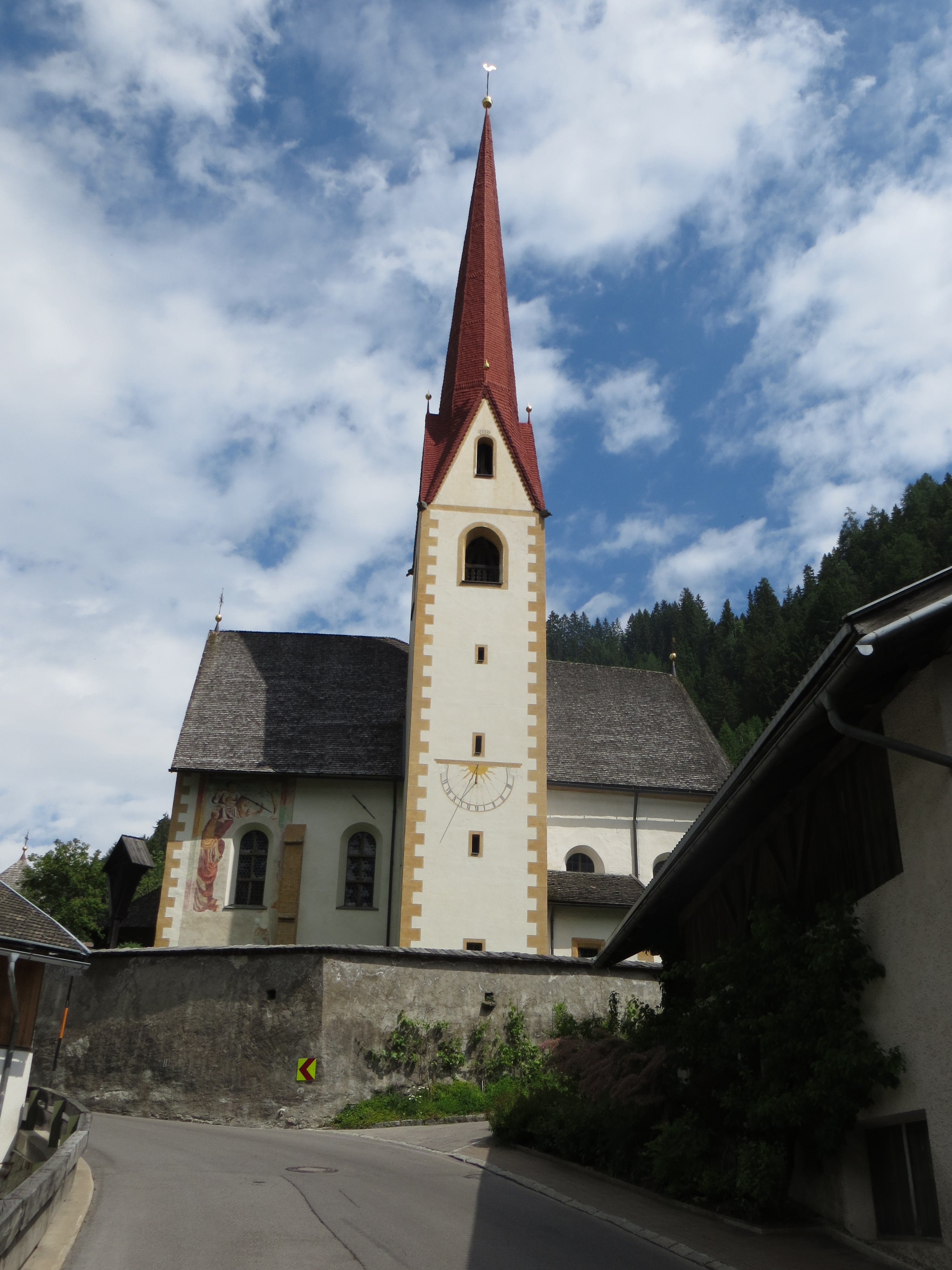
St. Ulrich in Oberthal
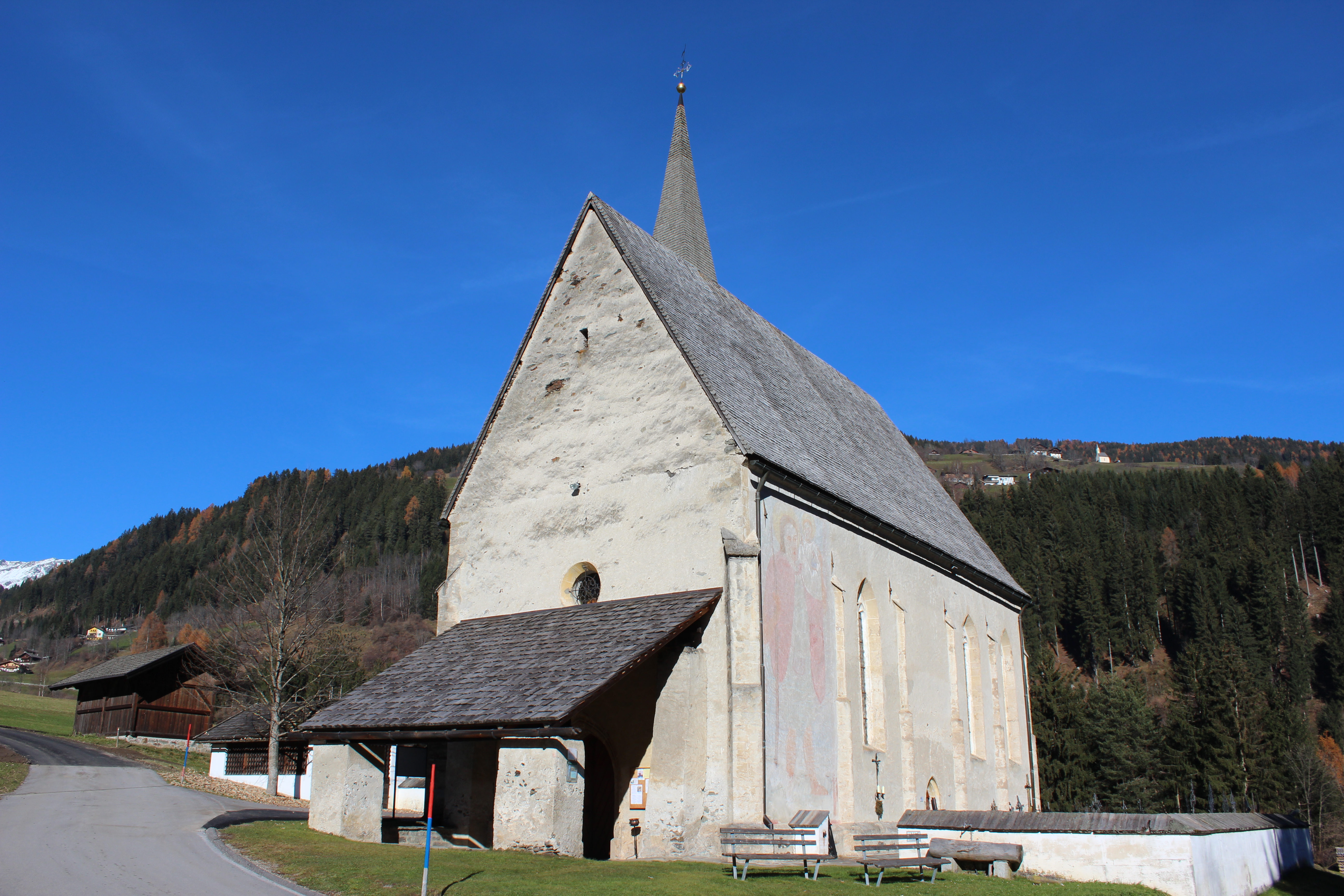
St. Korbinian in Wilfern
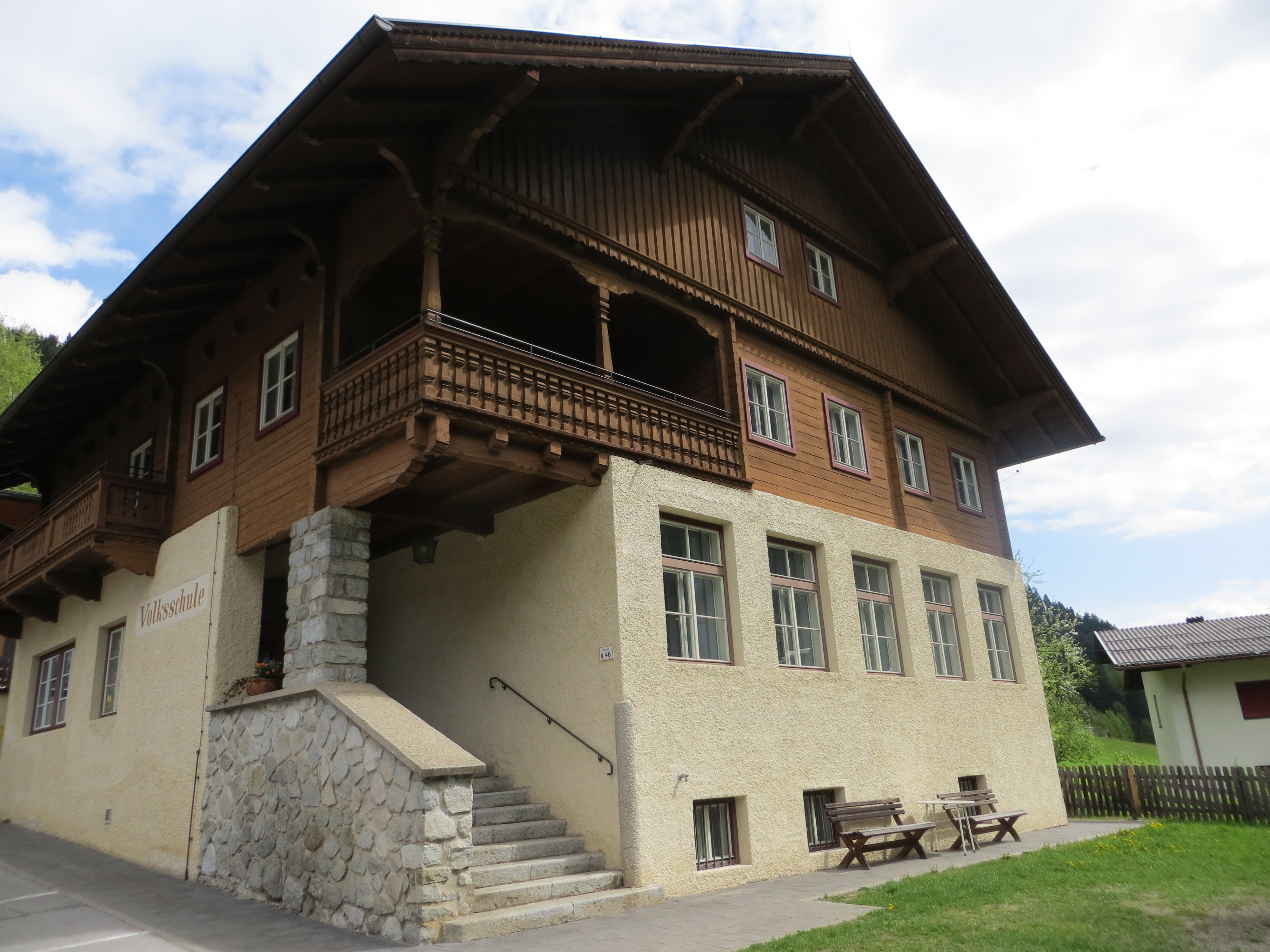
Volksschule Thal
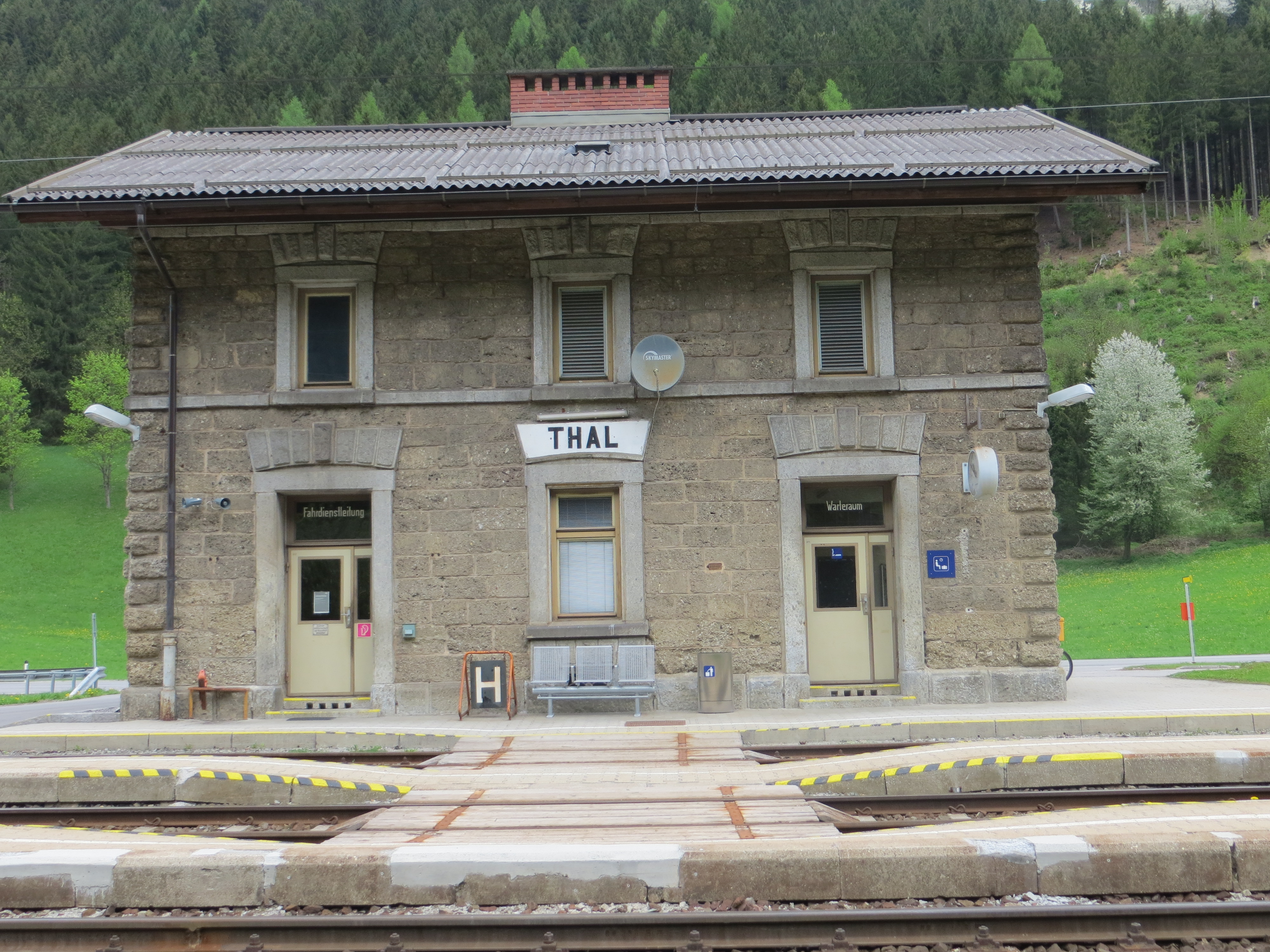
Bahnhof Thal